# Castilho
Castilho este un oraș în São Paulo (SP), Brazilia.